# Leucosolenia macquariensis
Leucosolenia macquariensis är en svampdjursart som beskrevs av Arthur Dendy 1918. Leucosolenia macquariensis ingår i släktet Leucosolenia och familjen Leucosoleniidae. Inga underarter finns listade i Catalogue of Life.